# Daïra de Dar Chioukh
La daïra de Dar Chioukh est une circonscription administrative algérienne située dans la wilaya de Djelfa. Son chef-lieu est situé sur la commune éponyme de Dar Chioukh.
La daïra regroupe les trois communes:
- Dar Chioukh
- M'Liliha
- Sidi Baizid